# Belvaux
|  | Per a altres significats, vegeu «estació de trens de Belvaux-Soleuvre». |

Belvaux (francès) - també Bieles (luxemburguès) o Beles (alemany) - és una vila al comú de Sanem del districte de Luxemburg al cantó d'Esch-sur-Alzette. Està a uns 18 km de distància de la Ciutat de Luxemburg. Belvaux limita al sud amb la frontera francesa que separa el poble francès del sud-oest de Rédange. Hi ha estacions de tren a estació de trens de Belvaux-Soleuvre de Belval - Rédange i Belval-Liceu.